# Servando González
Servando González Hernández (México, D. F., 15 de mayo de 1923 — ibídem, 4 de octubre de 2008) fue un cineasta mexicano.

## Biografía
En 1953, ocupó la dirección de los laboratorios de los Estudios Churubusco. Posteriormente, se dedicó de lleno en la dirección cinematográfica. Con su primer largometraje, llamado Yanco, recibió grandes elogios del público. Pero al haber realizado esta película fuera del sindicato, que en ese entonces controlaba todo el cine mexicano, su obra corrió peligro de ser destruida. En Hollywood dirigió, en conjunto con Anthony Perkins, The Fool Killer, convirtiéndose en el primer director mexicano que dirigía una película en la industria del cine estadounidense.
Filmó, por orden del gobierno, la matanza de los estudiantes del movimiento estudiantil en la Plaza de las Tres Culturas de Tlatelolco con 8 cámaras Arriflex de 35mm y telefotos de hasta de 400mm, lo más avanzado para su época. Esas cámaras se usaron, pocos días después, para grabar las Olimpiadas de 1968; más tarde el gobierno lo premió nombrándolo director general de Cine de la Presidencia de la República durante el mandato de Luis Echeverría Álvarez.
Siempre guardó silencio acerca del suceso, pero gente cercana a él en los laboratorios Churubusco mencionó que él se vanagloriaba de haber filmado la matanza de los estudiantes. Se presume que una copia de esos vídeos se guardó con otro nombre en la Cineteca Nacional para que nadie la encontrara, pero fue consumida por el fuego que acabó con la vieja Cineteca Nacional en 1982. 
Durante la matanza de Tlatelolco el 2 de octubre de 1968 fue encargado por la Secretaría de Gobernación, encabezada en ese entonces por Luis Echeverría Álvarez, para filmar el desarrollo del mitin estudiantil de aquel día. González colocó ocho cámaras distribuidas en el edificio Chihuahua, en la parte superior de la iglesia adyacente a la Plaza de las Tres Culturas y en el piso 17 y 19 de la torre de la Secretaría de Relaciones Exteriores, desde donde filmó el suceso. En 1969, filmó la campaña presidencial de Luis Echeverría y un año después fue director general del Departamento de Cine de la Presidencia.
La noche del sábado 4 de octubre de 2008, a la edad de 85 años, falleció en la Ciudad de México. Es abuelo de la actriz mexicana Ximena González-Rubio y del director de cine Pedro González-Rubio.
En 2012 se filmó el documental Los rollos perdidos, en donde se relata la existencia de la filmación de la matanza de Tlatelolco y su posible destrucción durante el incendio de la Cineteca Nacional en 1982.

## Filmografía
- 1960 Yanco
- 1963 El asesino de tontos / The Fool Killer
- 1964 Viento negro
- 1966 Los mediocres
- 1968 El escapulario
- 1968 El hijo pródigo
- 1972 De qué color es el viento
- 1975 El elegido
- 1976 Los de abajo
- 1978 Las grandes aguas
- 1986 El último túnel